# Macroclymene santandarensis
Macroclymene santandarensis är en ringmaskart som först beskrevs av Rioja 1917.  Macroclymene santandarensis ingår i släktet Macroclymene och familjen Maldanidae. Inga underarter finns listade i Catalogue of Life.